# Rossen Assenow
Rossen Assenow (bulgarisch Росен Асенов; * 3. September 1990) ist ein ehemaliger bulgarischer Eishockeyspieler, der seine gesamte Karriere beim HK Slawia Sofia in der bulgarischen Eishockeyliga unter Vertrag stand.

## Karriere
Rossen Assenow begann seine Karriere als Eishockeyspieler beim HK Slawia Sofia, für dessen Herrenmannschaft er in der Saison 2004/05 sein Debüt in der bulgarischen Eishockeyliga gab. Mit dem Klub konnte er auf Anhieb die nationale Meisterschaft gewinnen. Auch 2008, 2009, 2010, 2011 und 2012 gewann er mit Slawia den bulgarischen Titel. Zudem wurde er mit dem Hauptstadtverein 2008, 2009, 2010 und 2011 auch Pokalsieger seines Landes. 2015 beendete er mit erst 25 Jahren seine Karriere.

### International
Im Juniorenbereich spielte Assenow für Bulgarien bei den U18-Weltmeisterschaften 2004, 2005, 2006 und 2008 in der Division III. 2007 stand er bei der Qualifikation für U18-WM der Division III auf dem Eis. Mit der U20-Mannschaft der Bulgaren nahm er an den Weltmeisterschaften der Division III 2006, 2007, 2008 und 2010, als er zum besten Spieler seiner Mannschaft gewählt wurde, teil.
Für die bulgarische Herren-Auswahl nahm Assenow an den Weltmeisterschaften der Division II 2009, 2010, 2011 und 2012 teil. Außerdem stand er im Aufgebot Bulgariens bei der Qualifikation zu den Olympischen Winterspielen 2010 in Vancouver.

## Erfolge und Auszeichnungen
- 2005 Bulgarischer Meister mit dem HK Slawia Sofia
- 2008 Bulgarischer Meister und Pokalsieger mit dem HK Slawia Sofia
- 2009 Bulgarischer Meister und Pokalsieger mit dem HK Slawia Sofia
- 2010 Bulgarischer Meister und Pokalsieger mit dem HK Slawia Sofia
- 2011 Bulgarischer Meister und Pokalsieger mit dem HK Slawia Sofia
- 2012 Bulgarischer Meister mit dem HK Slawia Sofia